# Zak Vyner
Zachary George Onyego Vyner est un footballeur anglais, né le 14 mai 1997 à Londres en Angleterre. Il évolue au poste de défenseur pour le club de Bristol City.

## Biographie
Le 20 février 2016, Vyner fait ses débuts en faveur de Bristol City, lors d'un match de Championship (D2) contre le MK Dons (victoire 0-2 à l'extérieur).
Après des prêts en League Two (D4) à Accrington Stanley, puis en League One (D3) à Plymouth Argyle, il se voit de nouveau prêter le 2 juillet 2018, pour une saison, à Rotherham United, club de D2 anglaise.
Il fait ses débuts avec Rotherham le 4 août 2018, sur la pelouse du Brentford FC (défaite 5-1). Il s'impose rapidement comme titulaire au sein de sa nouvelle équipe, avec 22 matchs de championnats joués en une demi-saison.
Le 8 août 2019, il est prêté à Aberdeen.